# Rádio Slovakia International
Rádio Slovakia International – rozgłośnia radiowa Slovenskego rozhlasu nadająca dla Słowaków przebywających za granicą Słowacji dostępne na falach krótkich, przez satelity oraz przez internet. Ma pięć zagranicznych redakcji (angielską, niemiecką, francuską, hiszpańską oraz rosyjską) oraz macierzystą w języku słowackim. Każda z nich przygotowuje półgodzinny blok w swoim języku, które są nadawane w następujący sposób:
- redakcja słowacka - na cały świat,
- redakcja angielska - Ameryka Północna, Ameryka Południowa, Europa Zachodnia, Australia,
- redakcja niemiecka - Europa Zachodnia,
- redakcja francuska - Europa Zachodnia, Ameryka Południowa, Ameryka Północna,
- redakcja hiszpańska - Europa Zachodnia, Ameryka Południowa,
- redakcja rosyjska - Europa Wschodnia, Azja.

Godziny nadawania są dostosowane do strefy czasowej, w której znajdują się słuchacze.
Początki tego radia sięgają 4 stycznia 1993 kiedy to pojawiły się pierwsze audycje dla Słowaków przebywających za granicą. 23 marca 1993 rozgłośnia zaczęła również nadawać po angielsku, rosyjsku, niemiecku i po francusku. Niedługo później pojawiły się również przekazy po hiszpańsku. 

W 2006 przez problemy finansowe rozgłośnia przestała nadawać na krótkich falach; radio było dostępne tylko przez internet. 29 października 2006 rozgłośnia ponownie zaczęła nadawać na paśmie krótkich fal.